# Duobulong
Duobulong (kinesiska: 朵卜陇)  var en socken i sydvästra Kina. Den låg i det autonoma häradet Zhenning i staden Anshun i provinsen Guizhou, omkring 110 kilometer sydväst om provinshuvudstaden Guiyang. Antalet invånare vid folkräkningen 2010 var 8 562. Befolkningen bestod av 4 174 kvinnor och 4 388 män. Barn under 15 år utgör 27,0 %, vuxna 15-64 år 60 %, och äldre över 65 år 12,0 %.
Den 14 januari 2016 inkorporerades Duobolong i Jianglong köping. 